# The Deep (Film)
The Deep ist ein unvollendeter Film, den Orson Welles 1966 bis 1969 drehte. Die Handlung basiert auf dem Roman Dead Calm des Schriftstellers und Drehbuchautors Charles Williams. Welles produzierte den Film und schrieb auch das Drehbuch; außerdem spielt er in dem Film an der Seite von Jeanne Moreau und Laurence Harvey.

## Hintergrund
Welles, der den Film zwischen 1966 und 1969 an der jugoslawischen Mittelmeerküste drehte, ließ den Film unvollendet; mehrere Schlüsselszenen (wie die spektakuläre Explosion am Schluss) wurden nie realisiert, Teile des Soundtracks wurden nicht aufgenommen. Die Original-Filmnegative gelten als verschollen; von dem Film existieren lediglich zwei Arbeitskopien, eine in Schwarzweiß und eine andere als Farbfilm (so, wie auch der endgültige Film vorgesehen war).
Der Film Todesstille von Phillip Noyce aus dem Jahr 1989 basiert ebenfalls auf der Vorlage Tödliche Flaute von Charles Williams aus dem Jahr 1963. In dieser – diesmal fertiggestellten – Version spielten Nicole Kidman, Sam Neill und Billy Zane die Hauptrollen.

## Handlung
Ein junges Paar ist vor der dalmatinischen Küste auf einer Jacht auf Hochzeitsreise. Bei Windstille begegnen sie einem anderen Schiff, von dem aus ein Mann auf einem Schlauchboot zu ihnen übersetzt. Nachdem er berichtet, auf seinem Schiff seien alle tot, setzt der junge Ehemann zu dem anderen Schiff über. Zu spät bemerkt er, dass der Unbekannte seine Frau gefangen nimmt und mit ihr davonfährt.

## Produktion
Welles beabsichtigte mit The Deep einen weniger persönlichen als eher kommerziellen Film zu drehen; er sagte zu dem Projekt:

My hope is that it won’t be an art-house movie. I hope it’s the kind of movie I enjoy seeing myself. I felt it was high time to show that we could make some money.

Nichtsdestotrotz war Peter O’Toole, der eine Hauptrolle in dem Film spielen sollte, von The Deep angetan.
Das Filmprojekt, bei dem Welles mit dem Kameramann Willy Kurant zusammenarbeitete, scheiterte an finanziellen und technischen Problemen. Die Arbeiten an dem Film waren eher sporadisch und gestalteten sich als schwierig, bis Welles des Projekts überdrüssig wurde. Infolge des Todes von Darsteller Laurence Harvey 1973 konnten die vier Jahre zuvor unterbrochenen Dreharbeiten nicht beendet werden.

## Existierende Versionen
Das Filmmuseum München besitzt eine Kopie des Films auf der Basis der beiden Rohversionen. Verwendung fanden Teile von The Deep in dem Dokumentarfilm Orson Welles: One-Man Band (1995).

## Rezension
Fritz Göttler schrieb in der Süddeutschen Zeitung:
„Genial changiert der Film zwischen amateur- und professionellem Filmemachen, schafft ein Kino von besonderer Transparenz, erotisch und komisch. Was Truffaut über Mr. Arkadin schrieb, kann man auch von The Deep sagen: ’In diesem schönen Film spürt man Orson Welles’ Atem hinter jedem Bild, die Spur von Wahnsinn und die Spur von Genie, seine Macht, seine umwerfende Gesundheit und seine korpulente Poesie.“